# أوي وولف
أوي وولف (بالألمانية: Uwe Wolf)‏ (10 أغسطس 1967 بنويشتات أن در فاينشتراسه في ألمانيا - ) هو مدرب كرة قدم ولاعب كرة قدم ألماني في مركز الدفاع. لعب مع دينامو دريسدن وفالدهوف مانهايم وميونخ 1860 ونادي أوستريا سالزبورغ ونادي بويبلا ونادي ريد بل سالزبورغ ونادي نورنبرغ ونادي نيكاكسا ونادي فريموند ‏ وSpVgg Edenkoben ‏ وC.D. Atlético Yucatán ‏.

## وصلات خارجية
- أوي وولف على موقع قاعدة بيانات كرة القدم.إي يو (الإنجليزية)
- أوي وولف على موقع بيانات كرة القدم. دي إي (الألمانية)